# Station Rosochatka
Station Rosochatka is een spoorwegstation in de Poolse plaats Rosochatka.